# Karmel Merkazi

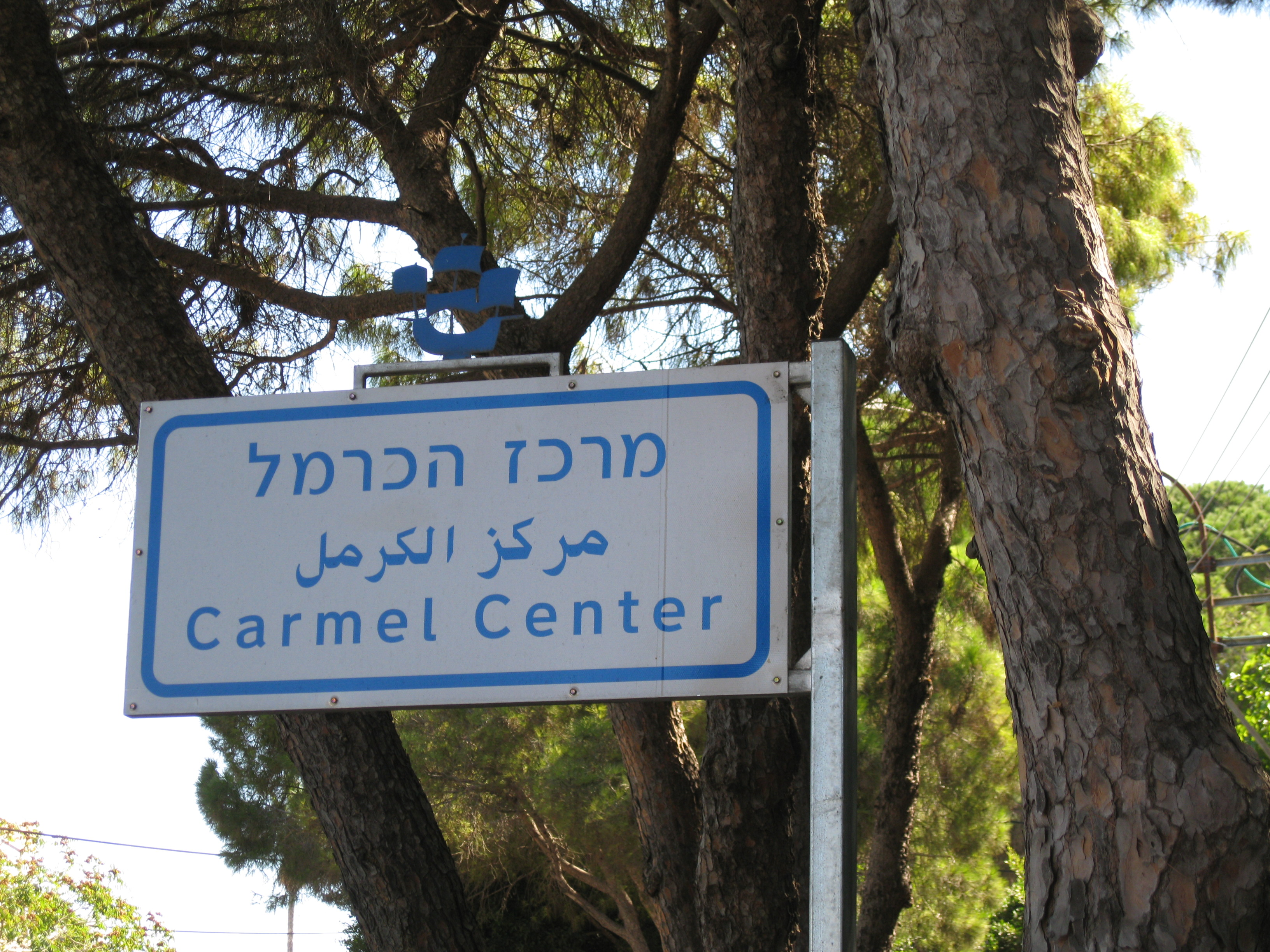
Označení čtvrti Karmel Merkazi

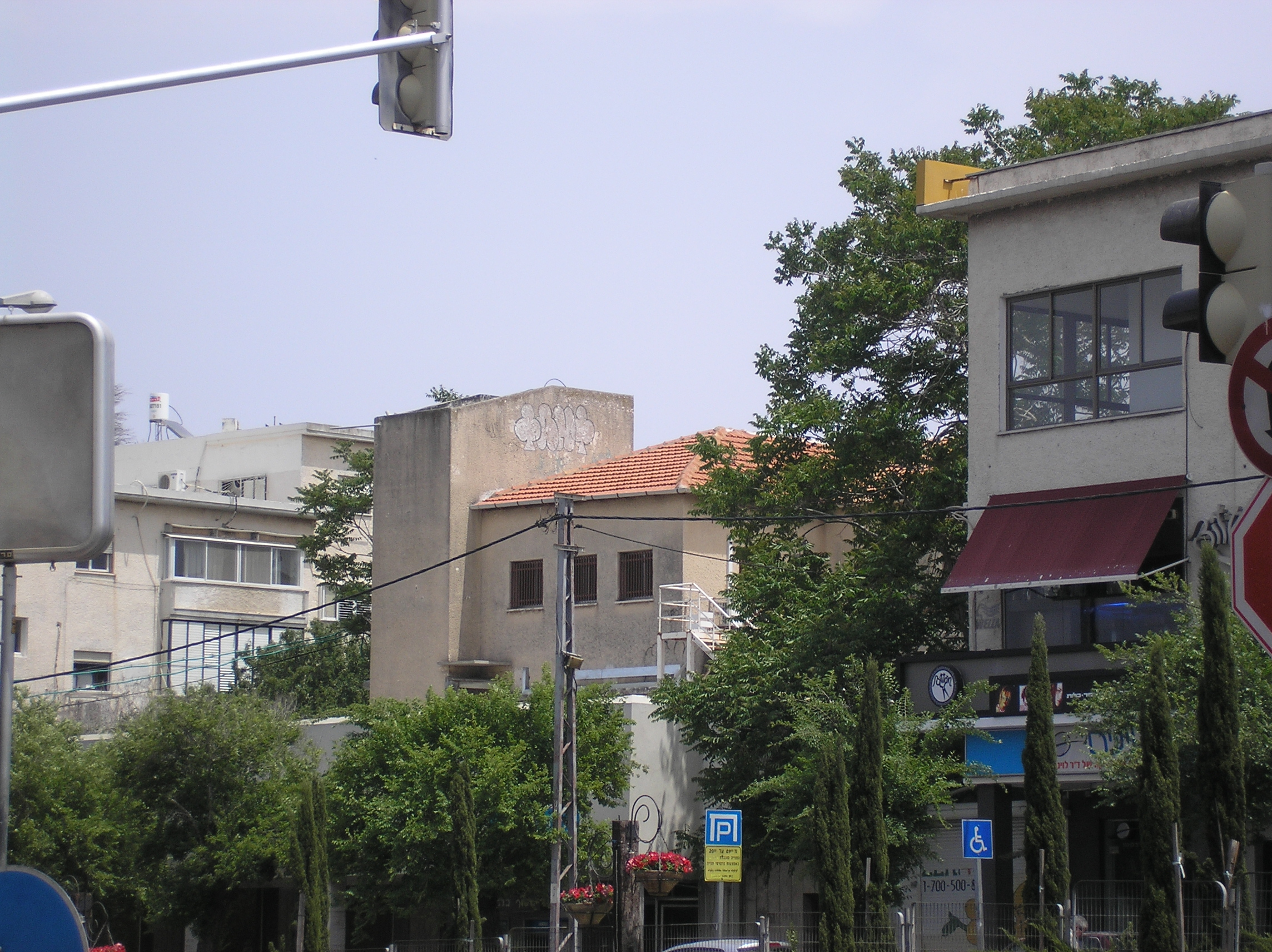
Zástavba v Karmel Merkazi

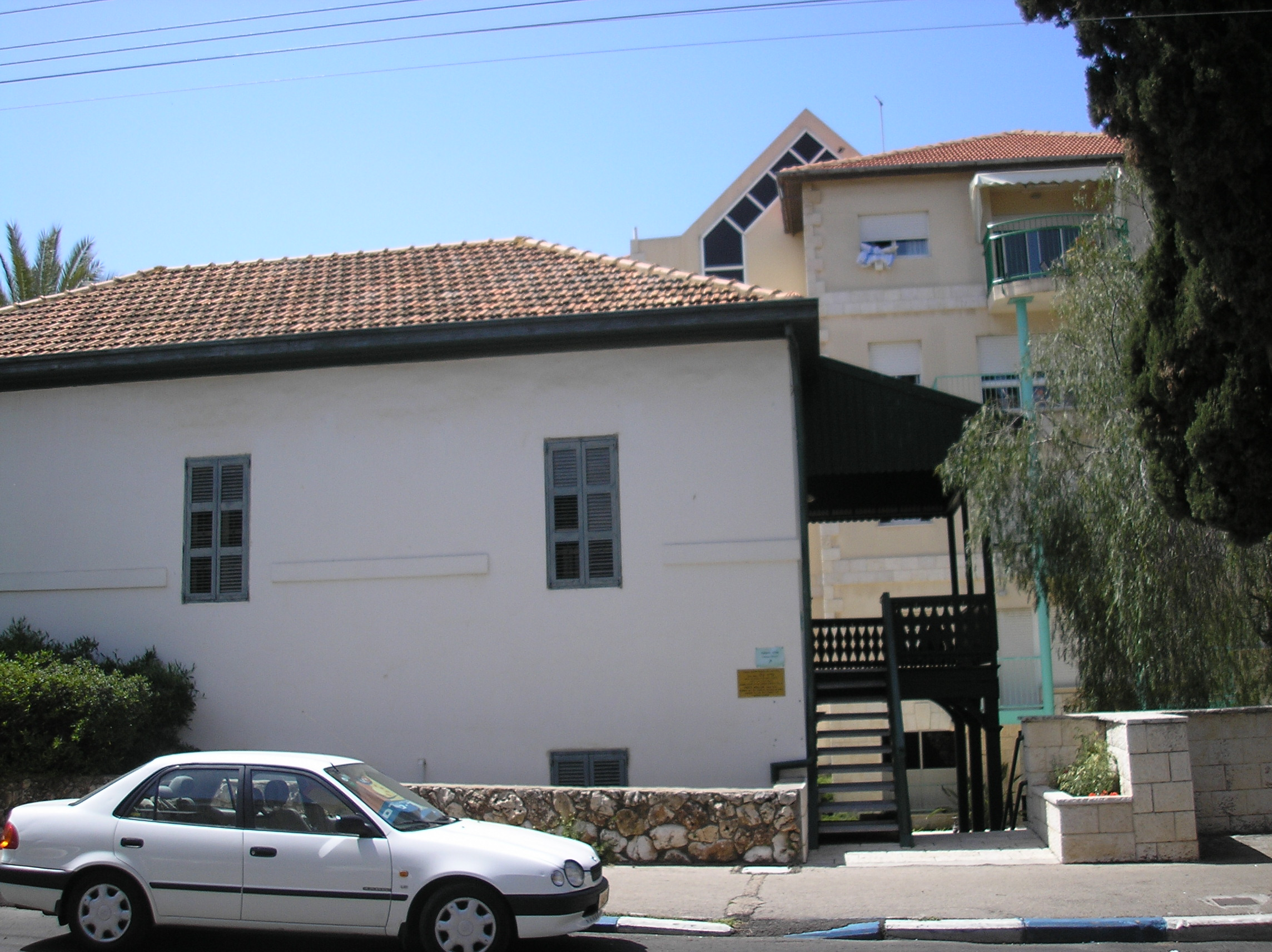
Dům Bejt Rachel v Karmel Merkazi

Karmel Merkazi (hebrejsky: כרמל מרכזי, též Merkaz ha-Karmel, מרכז הכרמל, doslova Centrální Karmel) je čtvrť v jihozápadní části Haify v Izraeli. Nachází se v administrativní oblasti ha-Karmel, v pohoří Karmel.

## Geografie
Leží v nadmořské výšce necelých 300 metrů, cca 2 kilometry jihozápadně od centra dolního města. Na západě s ní sousedí čtvrť Karmel Vatik, na jihu Šambur, Karmelija a Vardija, na východě Ramat Hadar, na severovýchodě Hadar-Ejlon a na severu Karmel Cafoni. Zaujímá vrcholové partie nevelké sídelní terasy. Tu ohraničují zalesněná údolí, jimiž protékají vádí. Jižně odtud je to vádí Nachal Amik a Nachal Sijach, na severu Nachal Lotem, která všechna směřují k západu. Hlavní dopravní osou je ulice Sderot ha-Nasi a Sderot Morija, vedoucí severojižním směrem. Z ní tu odbočuje lokální silnice číslo 672 (Sderot ha-Jam). Populace je židovská.

## Dějiny
Plocha této městské části dosahuje 3,26 kilometru čtverečního. V roce 2008 tu žilo 19 940 lidí (z toho 17 060 Židů, 1610 muslimů a 300 arabských křesťanů). Tato data jsou ale společná pro čtvrtě Karmel Merkazi a Karmel Ma'aravi. Pro čtvrť statisticky definovanou jako Merkaz ha-Karmel je udávána rozloha 0,68 kilometru čtverečního a populace 3590 (z toho 3290 Židů).